# Chó chăn bò Azores
Chó chăn bò Azores (tiếng Bồ Đào Nha: Cão Fila de São Miguel) là giống chó thuộc dòng chó chăn bò có nguồn gốc từ Bồ Đào Nha. Đây là giống chó có hình thức bề ngoài khá dữ tợn, có kích thước nhỡ. Là giống chó hơi thô kệch và hung tợn, thường được nuôi ở ngoài sân quanh năm để canh gác gia súc và trang trại, dùng để chăn đàn bò sữa. Đây là giống chó rất thích hợp cho công việc chăn dắt đàn gia súc, tuy vậy cũng rất thích hợp chó việc canh gác và bảo vệ.

## Tổng quan
Năm 1427, đảo Azorean được phát hiện, đảo đựợc bao phủ bởi thảm thực vật xanh tươi rậm rạp, tuy vậy ở đây không hề có động vật ăn cỏ. Các thủy thủ của Hoàng tử Henry chính là người đã du nhập những súc vật đầu tiên tới đảo. Đến năm 1439, khắp đảo đã phát triển mạnh mẽ các đàn gia súc. Vì được chăn thả tự do, chúng trở nên gần như hoang dã. Chính từ đó đã nảy sinh nhu cầu cấp thiết về loài chó có thể chăn dắt được bầy súc vật này. Loài chó đóng vai trò quan trọng nhất trong việc này là loài fila de Terceira (ngày nay đã tuyệt chủng). Đây chính là tổ tiên của giống chó Cao de fila de Sao miguel. Và ngày nay, CSM là người giúp việc đắc lực của các trang trại chăn nuôi.

## Đặc điểm
Là giống chó thuộc dòng chó chăn gia súc có hình thức bề ngoài khá dữ tợn, có kích thước nhỡ. Chó đực cao từ 20 - 24 inches (50 – 61 cm). Chó cái cao 19 – 23 inches (48–58 cm). Cân nặng chó đực từ 55 – 90 pounds (25 – 41 kg), chó cái từ 21 – 36 kg. Đầu chúng hình hộp chữ nhật, hàm rất khỏe, mắt màu nâu rất diễn cảm. Thân hình gọn chắc với hệ thống cơ bắp nở nang. Chúng có bước đi điển hình bởi phần hông có lớp lông bao phủ. 
Màu của chúng được tạo bởi sự pha trộn giữa màu vàng đỏ, điểm lẫn các sọc màu sẫm và màu xám trông có thể liên tưởng đến loài cọp. Chúng có thể có những mảng vá màu trắng ở phần ngực, chân, cằm. Đuôi được cắt ngắn tại đốt sống thứ 2 hoặc 3. Tai được cắt lại thành hình tròn, nhỏ. Chúng sống lâu khoảng 15 năm. Cần chải lông vài lần trong tuần.

## Tập tính
Là giống chó hơi thô kệch và hung tợn, thường được nuôi ở ngoài sân quanh năm để canh gác gia súc và trang trại. Chúng rất thông minh và học rất nhanh, dễ dàng hiểu được các mệnh lệnh của chủ nhân. Là giống chó dùng để chăn đàn bò sữa nên chúng thường cắn ở phần thấp, như chân chẳng hạn, để tránh làm tổn thương đến bầu vú của bò. Đối với các gia súc còn lại chúng có thể cắn cao hơn.
Đây là giống chó rất thích hợp cho công việc chăn dắt đàn gia súc, tuy vậy cũng rất thích hợp chó việc canh gác và bảo vệ. Chúng có tính nết rất hung hăng, nhưng đồng thời lại luôn tỏ ra ngoan ngoãn với chủ nhân. Điều kiện sống: Giống chó này cần sống gần chủ nhân. Không thích hợp với không gian bó hẹp. Chúng cần có các hoạt động tích cực thường xuyên. Hoạt động: Cần có các bài tập thể lực hàng ngày. Chúng thích chạy nhảy, chơi đùa và làm việc.